# 維索科皮利亞 (哈爾科夫州)

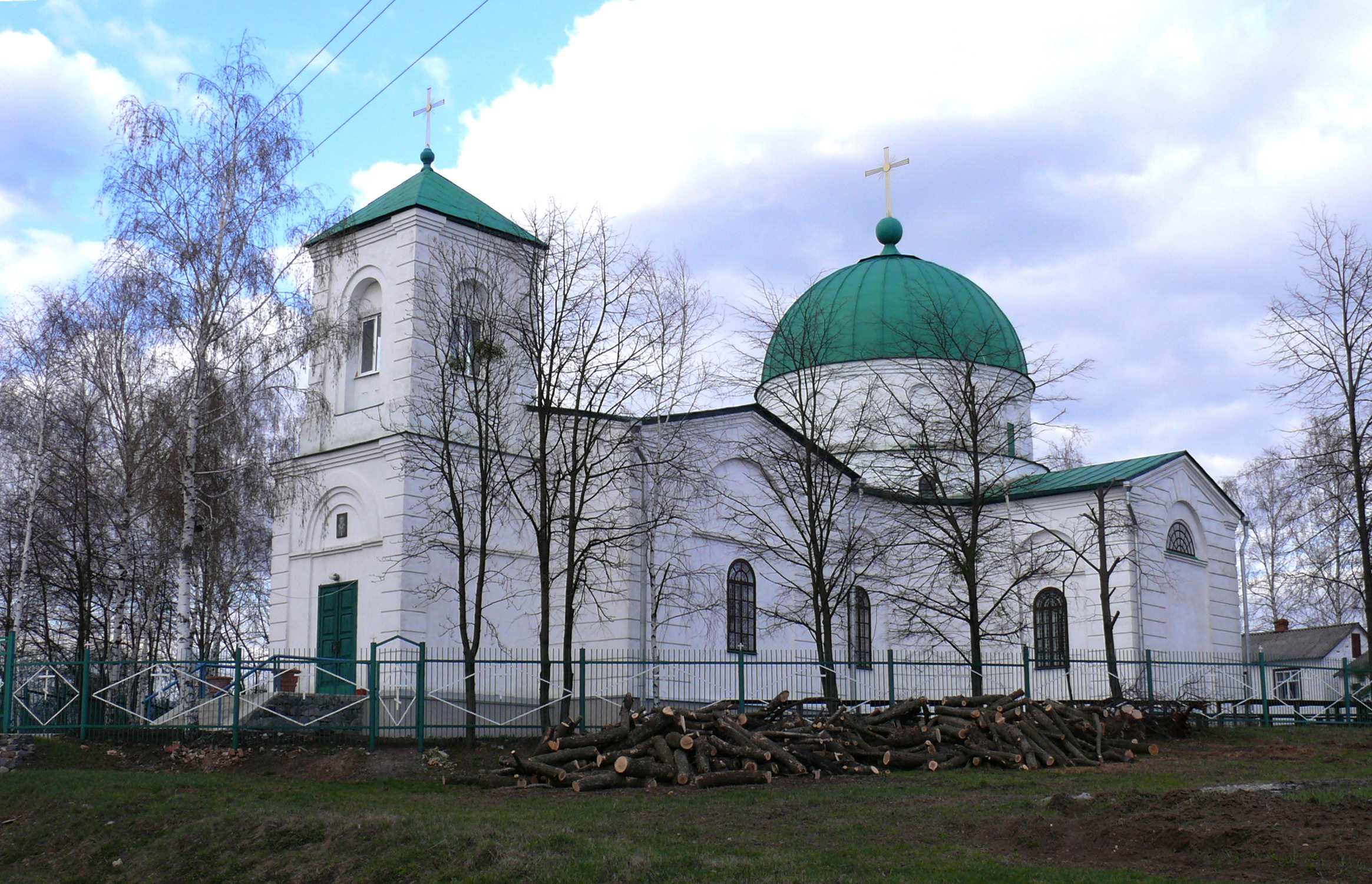

維索科皮利亞（烏克蘭語：Високопілля）是位於烏克蘭東部的村莊，由哈爾科夫州博霍杜希夫區的瓦爾基市鎮負責管轄。該村處於科洛馬克河畔，始建於1670年，面積55.56平方公里，海拔高度155米。
49°55′2″N 35°24′53″E / 49.91722°N 35.41472°E